# Doug Aitken

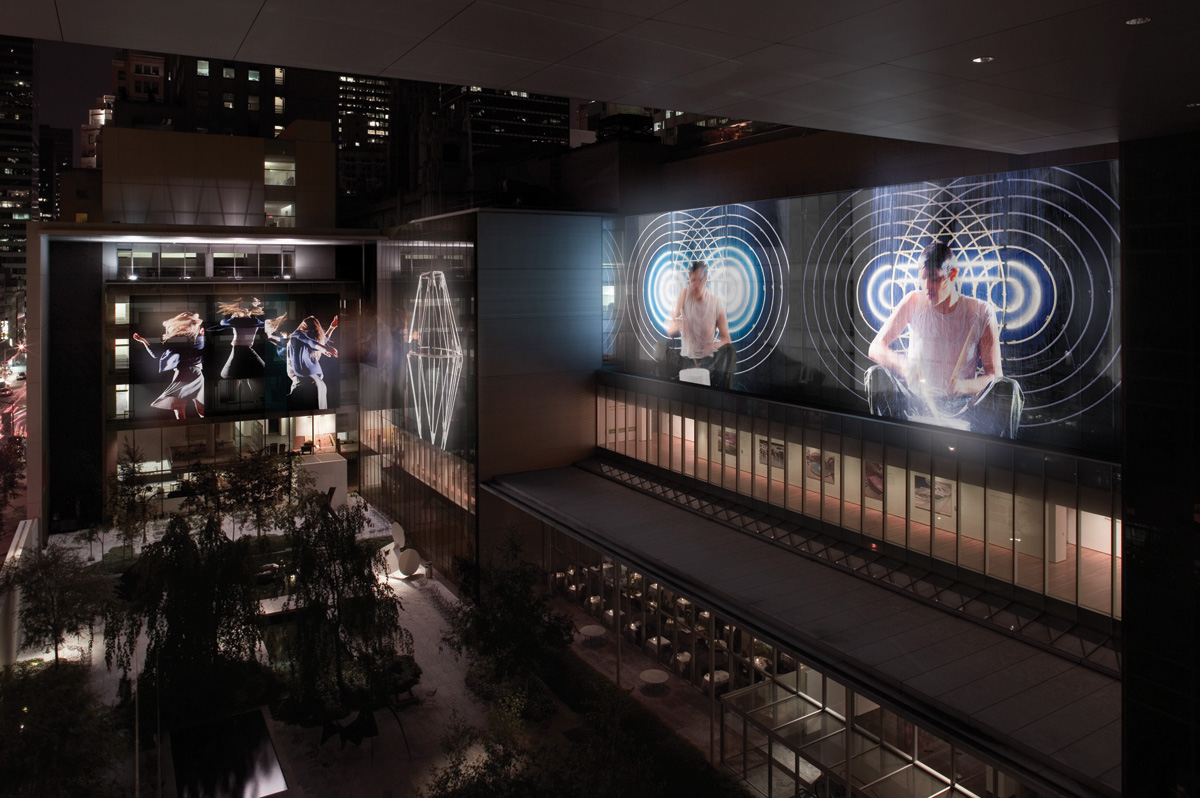
Sleepwalkers, 2007

Doug Aitken (Redondo Beach, 1968) is een Amerikaanse installatie- en videokunstenaar.

## Leven en werk
Aitken is als kunstenaar actief als beeldhouwer, installatiekunstenaar, filmer, fotograaf en videokunstenaar. Hij presenteerde zijn werken onder andere in het Whitney Museum of American Art en het Museum of Modern Art in New York, de Serpentine Gallery in Londen, het Centre Georges Pompidou en het Musée d'Art Moderne de la Ville de Paris in Parijs. Aitken nam in 1999 deel aan de Biënnale van Venetië en won de Internationale Prijs met zijn werk Electric Earth.
De kunstenaar woont en werkt in Los Angeles en New York

## Werken/projecten (selectie)
- Diamond Sea (1997), Whitney Biennal
- Electric Earth (1999), Venetië
- Glass Horizon (2000), Wiener Secessionsgebäude in Wenen
- New Ocean (2001), Serpentine Gallery in Londen
- Broken Screen, 26 Conversations with Doug Aitken (2006)
- Sleepwalkers (2007), Museum of Modern Art in New York
- Migration (2008), Carnegie International show Life on Mars in Pittsburgh
- Sonic Pavilion (2009), Beeldenpark van het Centro de Arte Contemporânea Inhotim in Brumadinho